# Джугдыр
Джугды́р — горный хребет на Дальнем Востоке России.
Находится на северо-востоке Амурской области на границе с Хабаровским краем. Образует перемычку между Становым и Майским хребтами. Протягивается на 100 км по водоразделу рек Уды и Зеи. Преобладающие высоты — от 1000 до 1500 метров, наибольшая — до 2107 м. Представляет собой поднятый новейшими движениями участок южного края и складчатого окаймления Алданского щита. Сложен сланцами. На склонах — горная лиственничная тайга, выше — кедровый стланик и горная тундра.

К югу от Станового — Джугдырский хребет. Глядишь на его вершины сверху, и кажется, что лежат груды камней, давно приготовленных для какой-то грандиозной стройки. Да и стройка уже началась, но произошло землетрясение. Часть территории осела и заросла лесом, другая же, наоборот, поднялась высоко вместе со стенами начатых сооружений, развалинами башен, глубокими выемками, заваленными обломками.— Федосеев Г. А. «В тисках Джугдыра»